# Lophocampa obsolescens
Lophocampa obsolescens är en fjärilsart som beskrevs av Rothschild 1910. Lophocampa obsolescens ingår i släktet Lophocampa och familjen björnspinnare. Inga underarter finns listade i Catalogue of Life.